# Рамачарітаманаса
«Рамачарітаманаса» (гінді रामचरितमानस Rāmacaritamānas IAST «Море подвигів Рами») — епічна поема авторства індійського поета XVI століття Тулсідаса (1532–1623).
Згідно з поемою Тулсідас почав її написання в 1574 в Авадхпурі в Айодх'ї. Складання поеми зайняло два роки і сім місяців. Велика частина поеми була написана в місті Варанасі, де поет провів пізній період свого життя. Поема написана на діалекті авадхи, який належить до східної групи мовної сім'ї гінді. «Рамачарітаманаса» вважається одним з найвидатніших творів літератури на гінді.
«Рамачарітаманаса» складається з семи розділів, перші два з яких, «Дитинство» та «Айодх'я», займають більше половини твору. Поема складена з чотиривіршів, званих чаупаїс, які розбиті на куплети, або дохи.
«Рамачарітаманаса» являє собою переказ подій, описаних в санскритському епосі «Рамаяна», де описується історія і діяння аватари і принца Айодхї Рами. Цю велику поему також називають «Тулсі-кріта Рамаяна», або «Рамаяна Тулсідас».
Хоча поема і описує ті ж самі події, що і «Рамаяна» Валмікі, вона не є просто переказом санскритського епосу. Там, де Валмікі скоротив історію, Тулсідас виклав її більш детально, і навпаки, ті частини історії, які древній автор «Рамаяни» виклав докладно, — Тулсідас подав у стислому вигляді.